# UCI America Tour 2025
UCI America Tour 2025 – 21. edycja cyklu wyścigów kolarskich UCI America Tour.
W kalendarzu 21. edycji cyklu America Tour znalazło się 10 wyścigów rozgrywanych między 12 stycznia a 14 września 2025.

## Kalendarz
Opracowano na podstawie:
| UCI America Tour 2025     | UCI America Tour 2025 | UCI America Tour 2025                 | UCI America Tour 2025 | UCI America Tour 2025                | UCI America Tour 2025              | UCI America Tour 2025             | UCI America Tour 2025 |
| Data                      | Państwo               | Wyścig                                | Kat.                  | Zwycięzca                            | Drugie miejsce                     | Trzecie miejsce                   |                       |
| ------------------------- | --------------------- | ------------------------------------- | --------------------- | ------------------------------------ | ---------------------------------- | --------------------------------- | --------------------- |
| 12 – 19 stycznia 2025     | Wenezuela             | Vuelta al Táchira                     | 2.2                   | Eduin Becerra                        | Jorge Abreu                        | José Alarcón (Gob. Trujillo)      |                       |
| 4 – 6 kwietnia 2025       | Jamajka               | Jamaica International Cycling Classic | 2.2                   | Sergio Henao (NU Colombia)           | John Borstelman                    | Gregory Santiago Zapata Cordoba   |                       |
| 23 – 27 kwietnia 2025     | Stany Zjednoczone     | Tour of the Gila (men)                | 2.2                   | Kieran Haug (Project Echelon Racing) | Eric Brunner                       | José Ramon Muñiz (Petrolike)      |                       |
| 30 kwietnia – 4 maja 2025 | Gwatemala             | Vuelta BANTRAB                        | 2.2                   | Wilson Peña (Team Sistecrédito)      | Juan Vásquez (Cuajo Luna)          | Diego Camargo (Team Medellín-EPM) |                       |
| 18 maj                    | Stany Zjednoczone     | Gran Premio New York City             | 1.2                   | Sean Christian (Team Skyline)        | Brayan Sánchez (Team Medellín-EPM) | Kasper Andersen (ASD Swatt Club)  |                       |
| 11 – 15 czerwca 2025      | Kanada                | Tour de Beauce                        | 2.2                   | Diego Camargo (Team Medellín-EPM)    | Mattia Gaffuri (ASD Swatt Club)    | Óscar Sevilla (Team Medellín-EPM) |                       |
| 1 – 10 sierpnia 2025      | Kolumbia              | Vuelta a Colombia                     | 2.2                   | Rodrigo Contreras (NU Colombia)      | Diego Camargo (Team Medellín-EPM)  | Yeison Reyes (Orgullo Paisa)      |                       |
| 7 – 14 września 2025      | Wenezuela             | Vuelta a Venezuela                    | 2.2                   |                                      |                                    |                                   |                       |